# Лаборатории „Бел“
Лабораториите „Бел“ (на английски: Nokia Bell Labs, първоначално наричана Bell Telephone Laboratories (1925 – 1984),
след това AT&T Bell Laboratories (1984 – 1996)
и Bell Labs Innovations (1996 – 2007),)
са американска индустриална компания, занимаваща се с изследвания и научни разработки, собственост на финландската компания Нокия. Централата на Нокия Бел Лабс е разположена в Мърей Хил (Murray Hill), Ню Джърси, САЩ. Освен с приложни научно-технически изследвания и разработки, в миналото се занимава и с фундаментални научни изследвания. Наречена е на Александър Бел – прочутия американски учен, изобретател и бизнесмен от шотландски произход, основоположник на телефонията, основател на компанията Бел Телефоун Къмпъни.
Основана е през 1925 г. като изследователски център на компанията AT&T (основана от Александър Бел). По-късно става изследователски център на корпорацията Алкател-Лусент, а днес е собственост на Нокия.

## История

### Първи изчислителни машини
Във връзка с опита си от телефонните централи компанията логично прави първите си опити в изчислителната техника на базата на релета. В периода 1939 – 1942 г. Джордж Стибиц работи върху изчислителна машина на базата на релета. Електромеханичният компютър на Джордж Стибиц е предназначен да изпълнява аритметични операции върху комплексни числа и е първият компютър с отдалечен достъп (на английски: remote access). Данните се въвеждат от телексна машина и резултатите се изписват също на телексната машина.
Поради нуждата от обемни изчисления с напредването на войната следващият изчислителен проект е т.нар. „Relay Interpolator“, съдържащ около 500 телефонни релета и телетип за вход и изход. Следва „Ballistic Computer“ с около 1300 релета, по-сложен от предшестващия го Relay Interpolator, но отново със специализирано приложение и ограничен само до някои видове изчисления. Най-накрая през 1944 г. the Bell Telephone Laboratories започва проект на универсална изчислителна машина Computing Machine-I. Тя се различава от предходните по големина – съдържа над 9000 релета и около 50 телетипа, заема площ от 1000 квадратни фута и тежи около 10 тона. Освен това е по-гъвкава, по-универсална и по надеждна, като може да оперира и автоматично, без оператори.
Продължение на електромеханичния компютър на Стибиц е следващ, електронен компютър, заявен отчасти през август 1942 г., а напълно през 1947 г. от Самюъл Уилямс (Samuel B. Williams) (Стибиц и Уилямс работят заедно, както Атанасов и Бери). Той изпълнява знакови аритметични операции: събиране, изваждане, преместване, умножение, деление и изчисление на корен квадратен.

## Открития и разработки
За своето време Bell Labs са без аналог в областта си, разработвайки широк обхват от революционни технологии, включително радиоастрономията, транзистора, лазера, теория на информацията, съвременната слънчева батерия, операционната система UNIX, програмните езици C и C++.
За част от дейностите, осъществявани от Bell Labs, са присъдени 7 Нобелови награди.
- 1937 г.: Клинтън Дейвисън заедно с други физици „за експерименталното откритие на дифракцията на електрони в кристали“.
- 1956 г.: Джон Бардийн, Уолтър Братейн и Уилям Шокли за изобретяването на първия транзистор.
- 1977 г.: Филип Уорън Андерсън „за изследвания на електричните структури на материята и неподредените системи“.
- 1978 г.: Арно Пензиас и Робърт Удроу Уилсън за тяхното откритие на реликтовото излъчване.
- 1997 г.: Стивън Чу за изследвания в областта на охлаждането и улавянето на атоми с помощта на лазер.
- 1998 г.: Хорст Щьормер, Робърт Лафлин и Даниъл Ци „за откритието на нова форма на квантовата течност с дробно заредени възбуждания“.
- 2009 г.: Уилард Бойл и Джордж Смит за изобретяването на CCD полупроводникови сензори за изображения. (Наградата е споделена с Чарлз Као, награден за приноса му във влакнестата оптика).
- 2014 г.: Ерик Бециг споделя Нобеловата награда за химия за работата си в областта на флуоресцентната микроскопия със супер разделителна способност, по която той започна да работи, докато е в Bell Labs.
- 2018 г.: Артър Ашкин споделя Нобеловата награда по физика за работата си върху „оптичните пинсети и тяхното приложение в биологични системи“ [10], разработена в Bell Labs.